# Балтиморская пуля
«Балтиморская пуля» (англ. The Baltimore Bullet) — американский комедийный фильм 1980 года.

## Сюжет
Ник по прозвищу «Балтиморская пуля» когда-то был знаменитым игроком в пул, но время его прошло, поэтому он взял под крыло начинающего Билли Джо Роббинса и начал передавать тому накопленные знания.

## В ролях
- Джеймс Коберн — Ник Кейси
- Омар Шариф — священник
- Брюс Бокслейтнер — Билли Джо Роббинс
- Рони Блэкли — Каролина Ред
- Джек О'Халлоран — Макс
- Кэлвин Локхарт — Снежок
- Майкл Лернер — Поли
- Пол Барселоу — Космо
- Сисси Камерон — Конфетка
- Вилли Москони — камео

## Критика
TV Guide в своей рецензии отмечает вторичность сюжета, при этом называя фильм довольно забавным. По мнению издания, удачными стоит признать работы Омара Шарифа и Рони Блэкли, а вот игра Джеймса Коберна вызывает у рецензента неоднозначные впечатления.
Как отмечал Сергей Кудрявцев, «Балтиморская пуля» — «довольно средняя авантюрная лента с элементами комедии», явно много подчерпнувшая как из «Мошенника» Роберта Россена, так и из «Аферы» Джорджа Роя Хилла.